# Qasmuna bat Ismail
Qasmuna bat Ismail va ser una poetessa jueva que va viure a l'Àndalus (Sepharad pels jueus) durant el segle xi. És una de les poques dones de la literatura hispanohebrea de la qual es tenen notícies en l'actualitat; de totes maneres, de la seva obra no en queden pràcticament registres. Era una autora de poesia àrab, art que havia après del seu pare i pel que va rebre molts elogis, fins i tot diversos anys després de la seva mort.

## Traduccions al català
- Perles de la nit. Poetes andalusines. Traducció de Margarida Castells Criballés i Encarna Sant-Celoni. Adesiara editorial, Martorell, 2013.